# 11176 Batth
11176 Batth eller 1998 FD68 är en asteroid i huvudbältet som upptäcktes den 20 mars 1998 av LINEAR i Socorro County, New Mexico. Den är uppkallad efter Sukhjeet Singh Batth.
Asteroiden har en diameter på ungefär 7 kilometer.